# Integración de plataformas de comercio electrónico con SAP Business One
Integración de plataformas de comercio electrónico con SAP Business One hace referencia al conjunto de prácticas, tecnologías y soluciones que permiten conectar sistemas de venta en línea con el sistema de planificación de recursos empresariales (ERP) SAP Business One. Su objetivo principal es sincronizar procesos de venta con la gestión administrativa y financiera, evitando la duplicación de datos y mejorando la eficiencia operativa.

## Antecedentes
SAP Business One fue diseñado como una solución ERP para pequeñas y medianas empresas, disponible tanto en base de datos Microsoft SQL Server como en SAP HANA. Desde mediados de la década de 2010, SAP impulsó mecanismos de integración con aplicaciones externas a través de conectores, SDK y, posteriormente, mediante el Service Layer, un servicio de acceso a datos expuesto vía API.
- Documentación oficial:* SAP Business One Help Portal.

## Métodos de integración
- Service Layer: interfaz OData/REST disponible en implementaciones sobre HANA y SQL Server. Permite la comunicación en tiempo real con sistemas externos para operaciones de inventario, pedidos o clientes.[3]
  - Documentación oficial:** Service Layer API Reference.
- DI Server y DI API: tecnologías anteriores, basadas en SOAP/XML, todavía utilizadas en escenarios heredados.  
  - Documentación oficial:** SAP Business One Extensibility.
- Middleware y conectores de terceros: soluciones que funcionan como puente entre el ERP y plataformas de comercio electrónico o marketplaces.

## Beneficios
- Sincronización de datos en tiempo real (inventarios, precios, pedidos y clientes).[4]
- Reducción de errores mediante automatización de tareas administrativas.
- Visibilidad centralizada que facilita el servicio al cliente.

## Ejemplos de soluciones
Diversos proveedores han desarrollado integraciones entre plataformas de comercio electrónico y SAP Business One:
- CommerceUp: plataforma SaaS de comercio electrónico mayorista que ofrece integración con SAP Business One para sincronización de inventarios, pedidos y clientes en tiempo real.[5]
- SEIDOR: propuestas de comercio electrónico omnicanal conectadas al ERP.[6]
- AppSeCONNECT: middleware que enlaza SAP Business One con marketplaces internacionales y sistemas CRM.[1]
- TrueCommerce: integración orientada a EDI y gestión de la cadena de suministro.[7]

## Aspectos técnicos
- Escalabilidad: la integración debe garantizar rendimiento con grandes volúmenes de datos.[2]
- Consistencia de la información: es fundamental evitar duplicidades en pedidos y productos.
- Estrategias de integración: puede realizarse en tiempo real o en procesamiento por lotes, según las necesidades del negocio.[3]
- Mantenimiento activo: los cambios en versiones de SAP o en plataformas externas requieren actualizaciones constantes.[2]